# Мариса Томей
Мариса Томей (на английски: Marisa Tomei) е американска актриса.

## Биография
Родена е на 4 декември 1964 в Ню Йорк. 
Дъщеря е на Патриша Томей – учителка по английски, и Гари Томей – адвокат. Нейният брат Адам Томей също е актьор.

### Кариера
Дебютното ѝ участие пред камера е в телевизионния сериал „Докато свят светува“, а дебютът ѝ в игралното кино е с малка роля във филма „The Flamingo Kid“ (1984). Истинският пробив в киното идва през 1992 с участието ѝ в „Братовчед ми Вини“, за който взима най-добра поддържаща женска роля. Получава първата си главна роля във филма „Лудо сърце“ (1993), където си партнира с Крисчън Слейтър. Следват участия във филмите „Само ти“ и „Вестникът“ (1994), „Unhook The Stars“ (1996), „Добре дошли в Сараево“ (1997), „Бедняците от Бевърли Хилс“ (1998). През 2000 г. Мариса участва в „Какво искат жените“ с Мел Гибсън.
През 2002 г. получава втората си номинация за най-добра поддържаща женска роля с широко критикуваната драма „В спалнята“ (2001).
През 2008 г. получава третата си номинация за най-добра поддържаща женска роля за ролята си в „Кечистът“ (2008).

## Избрана филмография
- The Flamingo Kid (1984)
- Оскар (1991)
- Зандалий (1991)
- Братовчед ми Вини (1992)
- Равноденствие (филм) (1992)
- Чаплин (1992)
- Лудо сърце (1993)
- Вестникът (1994)
- Само ти (1994)
- Семейство Перез (1995)
- Четири стаи (1995)
- Unhook The Stars (1996)
- Братска целувка (1997)
- Добре дошли в Сараево (1997)
- Бедняците от Бевърли Хилс (1998)
- Под наблюдение (2000)
- Кралят на джунглата (2000)
- Какво искат жените (2000)
- В спалнята (2001)
- Някой като теб (2001)
- Просто целувка (2002)
- Секс гуру (2002)
- Психаротерапия (2003)
- Алфи (2004)
- Marilyn Hotchkiss Ballroom Dancing & Charm School (2005)
- Любовникът (2005)
- Фактотум (2005)
- Даника (2006)
- Като рокерите (2007)
- Преди Дяволът да разбере, че си умрял (2007)
- Корпорация Война (2008)
- Кечистът (2008)
- Оглупели от любов (2011)
- Маската на властта (2011)
- Адвокатът с Линкълна (2011)
- Булевардът на спасението (2011)
- Хаос вкъщи (2012)
- Любовта е странно нещо (2014)
- Тотал щета (2015)
- Тиха нощ, луда нощ (2015)
- Големият залог (2015)
- Капитан Америка: Войната на героите (2016)